# Rick Okon
Rick Okon (Schwedt/Oder, 13 aprile 1989) è un attore tedesco.

## Biografia
Rick Okon si è diplomato presso un liceo del quartiere di Rahlstedt di Amburgo dove, nel 2010 ha prestato anche il servizio civile. Dal 2005, ha iniziato a frequentare la scuola di recitazione New Talent Schauspielschule ed ora è rappresentato dall'agenzia Nuovo Talento di Amburgo.
Ha debuttato nel mondo dello spettacolo con la serie televisiva 14º Distretto nel 2006. Negli anni successivi ha ottenuto altri ruoli nelle seri televisive Unter anderen Umständen, Ki.Ka-Krimi.de, Einsatz in Hamburg, Tatort trasmesse da ARD, ZDF e KiKA.
Nel 2010 ha avuto la parte di Dennis - Megafett nel film-musical della Walt Disney Rock It!. L'anno seguente ha interpretato il ruolo del transessuale Lukas nel film Romeos, diretto da Sabine Bernardi e presentato al Festival internazionale del cinema di Berlino.

## Filmografia

### Cinema
- Rock It!, regia di Mike Marzuk (2010)
- Romeos, regia di Sabine Bernardi (2011)
- Gli invisibili (Die Unsichtbaren), regia di Claus Räfle (2017)

### Televisione
- 14º Distretto (Großstadtrevier) – serie TV, 21x04 (2006)
- Tatort – serie TV (2008-in corso)
- Einsatz in Hamburg – serie TV, episodio 1x11 (2008)
- Krimi.de – serie TV, episodio 6x01 (2008)
- Unter anderen Umständen – serie TV, episodio 1x04 (2009)
- Grani di pepe (Die Pfefferkörner) – serie TV, episodio 7x09 (2010)
- Bella Block – serie TV, episodio 1x31 (2012)
- Insegnami a volare (Fliegen lernen), regia di Christoph Schrewe – film TV (2013)
- Ultima traccia Berlino – serie TV, 3 episodi (2013, 2017)
- Il commissario Lanz – serie TV, episodio 4x01 (2014)
- Hamburg Distretto 21 – serie TV, episodio 10x05 (2015)
- Helen Dorn – serie TV, episodio 1x02 (2015)
- Squadra omicidi Istanbul – serie TV, episodio 1x13 (2015)
- SOKO Leipzig – serie TV, 3 episodi (2015-2016)
- X Company – serie TV, 3 episodi (2015-2016)
- Il commissario Schumann – serie TV, episodio 12x05 (2017)
- Das Boot – serie TV, 24 episodi (2018-2023)